# La cabina
Pour plus de détails, voir Fiche technique et Distribution.
La cabina est un moyen métrage espagnol réalisé par Antonio Mercero en 1972 qu'il a écrit avec José Luis Garci et interprété par José Luis López Vázquez. Il a été diffusé pour la première fois le 13 décembre 1972 sur la Televisión Española. Il a obtenu l'Emmy Award du meilleur téléfilm.

## Synopsis
L'histoire déroule une parabole kafkaïenne conçue en forme d'histoire courte par l'auteur Juan José Plans.
Un citadin normal et banal se retrouve enfermé dans une cabine téléphonique. Malgré les tentatives d'aide des passants, il ne peut pas être libéré. Mais les choses passent à un autre niveau lorsque les mystérieux techniciens qui ont installé la cabine le matin même l'emportent avec tout son contenu vers une destination inconnue. Durant le voyage, le prisonnier se rend compte qu'il est sans défense entre les mains de forces sinistres qui le conduisent vers un destin inexplicable et atroce duquel il semble n'y avoir aucune échappatoire et dont personne ne peut se sentir à l'abri.

## Distribution
- José Luis López Vázquez : l'homme enfermé dans la cabine.
- Agustín González : un autre homme enfermé dans une cabine similaire.

## Production
La cabina est l'un des 13 pasos por lo insólito (treize incursions dans l'insolite) qu'Antonio Mercero, Horacio Valcárcel et José Luis Garci se sont proposé de réaliser afin de travailler ensemble sur un projet Cependant, le projet ne fut jamais porté à son terme. Malgré cela, Mercero a persuadé les dirigeants de RTVE de réaliser le moyen métrage, mettant en avant le succès de sa série Crónicas de un pueblo (Chroniques d'un village). Les dirigeants ont alors décidé d'accepter en récompense du succès de la dite série sur la base que « la série précédente n'était rien d'autre qu'une propagande pour le franquisme ».
Malgré cela, les censeurs de l'époque se sont plaints car un ministère y était vu, mais Mercero l'a revu et leur a dit que c'était la station des Nouveaux Ministères et il s'est plaint. Cependant, la scène fut finalement coupée
Après avoir approuvé le projet, ils ont recherché le principal et presque unique personnage de l'histoire. En avril 1972, ils partirent ensemble en voyage à New York et, après avoir gravi la statue de la Liberté, ils ont eu ensemble l'idée que José Luis López Vázquez devait être celui qui incarnerait le personnage. Garci le voulait parce qu'il lui rappelait les Italiens Marcello Mastroianni et Vittorio Gassman qui savaient montrer des moments comiques et tragiques à la fois, alors que Mercero cherchait un mime capable de faire la gestuelle représentant les situations du personnage.
José Luis López Vázquez reçut le scénario pendant le tournage du film de Pedro Lazaga, El Vikingo, et, à la lecture, il tomba amoureux de l'histoire et demanda à son agent, José María Gavilán, de parler à ceux auprès de qui il s'était engagé afin qu'ils reportent, lui laissant le temps de tourner le film.
Le tournage commença le 17 juillet 1972 et se prolongea durant le mois d'août pour finir place de Arapiles (où commence le film), les Scalextric d'Atocha, les passages souterrains et quelques avenues madrilènes récemment construites, la banlieue madrilène, les terrains vagues de la ville, quelques lieux du Portugal, les installations du barrage d'Aldeadávila et le terminal de chargement de l'aéroport de Barajas. Pendant le tournage, José Luis López Vázquez avait peur lorsqu'il se trouvait à l'intérieur de la cabine, et, malgré cela, son intérêt pour cette réalisation fit qu'il resta discipliné et apporta son lot d'idées durant le tournage.
La cabine téléphonique fut peinte en rouge afin de susciter l'angoisse. Le verre fut remplacé par du plastique, plus difficile à briser, et sa souplesse laissait ainsi au besoin entrer l'air pour López Vázquez à cause de la chaleur étouffante.
La bande son était très importante dans le film du fait que, durant de longues périodes, les personnages ne parlaient pas. Pour la scène finale, il a été choisi d'utiliser le Trionfo di Afrodite de Carl Orff, cependant, le réalisateur ne lui a pas demandé l'autorisation et Orff l'attaqua en justice. Le procès se clôtura en faveur de Mercero.

## Diffusions du moyen métrage
La cabina a été diffusée pour la première fois sur La 1 le 13 décembre 1972, puis, plus tard, sur la même chaîne, le 24 novembre 1973 et le 20 décembre 1992. Elle a été également diffusée par La 2 le 27 avril 1993, le 28 octobre 1996 et le 27 novembre 1998. Après la mort de López Vázquez, elle a été proposée sur le site officiel de RTVE.

## Réception
La critique apprécia grandement le film notant en particulier l'interprétation magistrale de José Luis López Vázquez. Cependant, lorsqu'il a été diffusé le 13 décembre 1972 à la télévision, il a été mal compris par le public espagnol, mais il est vrai qu'il avait créé une peur sur les téléspectateurs qui ne fermaient plus la porte des cabines de crainte d'être enfermés.
Le moyen métrage fut diffusé dans le monde entier, fait qu'aucune autre œuvre télévisuelle espagnole n'avait pu atteindre, et est devenu le programme le plus primé de la télévision espagnole.
Parmi les nombreuses récompenses décernées à ce film, on notera le Quijote de oro du meilleur réalisateur de la critique espagnole à Mercero, le Premio nacional de televisión de 1973, le premio Ondas de 1973 pour Mercero, l'Emmy Award de 1973 du meilleur téléfilm, le prix du meilleur programme dramatique du Canal 47 de New York en 1973, le Prix de la critique internationale du Festival de Montecarlo de 1973, le prix Marconi du MIFED de Milan de 1973 et le Photogramme d'argent de 1972 pour le meilleur acteur de télévision, décerné à José Luis López Vázquez.

## Interprétations du moyen métrage
Les critiques de l'époque interprétèrent l'œuvre de façons très diverses, depuis l'approche politique avec une critique de la dictature franquiste jusqu'au film religieux dans lequel l'hélicoptère symbolise le saint Esprit. Cependant, Antonio Mercero affirma qu'il voulait tout autant que José Luis Garci s'engouffrer dans le chemin du cinéma d'horreur ou de science-fiction par ce type d'approche qu'on pourrait définir comme « une parabole ouverte à tout type d'interprétation qui, selon la sensibilité, la culture et la formation de chacun, sera interprété de forme distincte ».
Parmi les critiques de l'observation de la société espagnole de l'époque, on retrouve l'utilisation de la force comme moyen de résoudre les problèmes, l'insuffisance des services publics ou le ridicule de l'autorité. En dépit du temps et des critiques du moment interprétées comme expliqué au fil du temps, le film est classé dans la catégorie horreur psychologique. Le psychologue José Antonio García Higuera interprète la cabine comme « une grotte d'où nous pouvons sortir mais nous y refusons par peur de l'extérieur».

## Exploitation ultérieure et héritage
En 1973, les éditions Helios commercialisèrent un livre du film. Le film fut commercialisé au format VHS en 1989. Il sortira en DVD dans le Pack Antonio Mercero le 21 février 2006. À cause de la peur de certains spectateurs de rester enfermés dans les cabines téléphoniques, la compagnie espagnole Telefónica demanda a José Luis López Vázquez de participer à diverses publicités de la compagnie dans l'une desquelles il restait enfermé mais dont il réussissait finalement à sortir.
En 1998, José Luis López Vázquez, joua dans une publicité pour Retevisión dans laquelle la porte de la cabine s'ouvrait et il pouvait en sortir, ce qui symbolisait la fin du monopole de Telefónica et la libéralisation du marché de la téléphonie en Espagne. Cependant, les dirigeants n'ont pas demandé l'autorisation à Mercero pour réaliser cette publicité et il déposa une plainte contre les dirigeants de Retevisión. Finalement, les dirigeants affirmèrent que c'était bien basé sur le moyen métrage et le litige n'alla pas jusqu'à son terme.

## Hommage
Le 15 décembre 2021, une réplique de la cabine téléphonique rouge est inaugurée sur la place Conde del Valle de Suchil, dans l'arrondissement de Chamberí à Madrid, près du lieu du tournage du film.